# Rhipidocladum
Rhipidocladum là một chi thực vật có hoa trong họ Hòa thảo (Poaceae).

## Loài
Chi Rhipidocladum gồm các loài: